# ジェームズ・ゲルファンド
ジェームズ・ゲルファンド（James Gelfand、1959年4月3日 - ）は、カナダの作曲家。

## 参加作品
- ソーラー・ストライク2013
- ミスター・サンタを探して
- THE BULLET　ザ・バレット
- 宇宙戦争ZERO
- デビル・リベンジャー 復讐の殺人者